# Ścinawa (gmina)
Ścinawa est une gmina mixte du powiat de Lubin, Basse-Silésie, dans le sud-ouest de la Pologne. Son siège est la ville de Ścinawa, qui se situe environ 16 km à l'est de Lubin, et 54 km au nord-ouest de la capitale régionale Wrocław.
La gmina couvre une superficie de 164,56 km2 pour une population de 10 571 habitants.

## Géographie
La gmina est bordée par les gminy de Łubnice, Mędrzechów, Nowy Korczyn, Oleśnica, Solec-Zdrój, Stopnica et Szczucin.